# Camera di conciliazione ed arbitrato per lo sport
La Camera di conciliazione ed arbitrato per lo sport (CCA) è stato un organo di giustizia sportiva attivo presso il CONI, delegato alla risoluzione di contenziosi a sfondo agonistico tramite procedure di conciliazione e arbitrato.

## Storia
Istituito con delibera dell'ente olimpico dopo un consiglio federale svoltosi il 1º agosto 2001, l'organo s'insediò il 18 settembre successivo con l'obiettivo di limitare attriti giuridici tra le varie componenti e soggetti: il ricorso ad esso fu circoscritto alle sentenze passate in giudicato. Dal punto di vista storico le prime controversie affrontate riguardavano lo scandalo dei passaporti che aveva investito il calcio italiano e l'esclusione di Montecatini dal campionato di pallacanestro.
Identificato quale «giudice interfederale», la CCA rappresentava l'ultimo livello della giustizia sportiva: a reggerne inizialmente la presidenza era Lamberto Candia, poi dimessosi nell'ottobre 2003 per il contemporaneo incarico alla Consob. Pronunciatasi tra l'altro in merito al secondo grado di Calciopoli nell'ottobre 2006, la Camera fu soppressa nel 2007 con le funzioni redistribuite all'Alta corte di giustizia sportiva e al Tribunale Nazionale di arbitrato per lo sport (TNAS).